# Públio Calvísio Rusão (cônsul em 79)
Públio Calvísio Rusão (em latim: Publius Calvisius Ruso) foi um senador romano nomeado cônsul sufecto para o nundínio de março a junho de 79 com Lúcio Júnio Cesênio Peto. Era filho de Públio Calvísio Rusão, cônsul sufecto em 53, e irmão de Públio Calvísio Rusão Júlio Frontino, um alto magistrado (cônsul sufecto?) em 84. Depois do consulado foi procônsul da Ásia entre 92 e 93.